# Квачани (Прешов)
Квачани (слч. Kvačany) насељено је мјесто са административним статусом сеоске општине (слч. obec) у округу Прешов, у Прешовском крају, Словачка Република.

## Становништво
| Година:    | 1994. | 2004. | 2014. | 2024.   |
| ---------- | ----- | ----- | ----- | ------- |
| Број људи: | 250   | 245   | 294   | 292     |
| Разлика:   |       | -2 %  | +20 % | -0,68 % |

| Година:    | 2023. | 2024.   |
| ---------- | ----- | ------- |
| Број људи: | 284   | 292     |
| Разлика:   |       | +2,81 % |

Према подацима о броју становника из 2024. године насеље је имало 292 становника.